# Mont Nakano
Pour les articles homonymes, voir Nakano (homonymie).
Ne doit pas être confondu avec Pic Nakano.
Le mont Nakano (中ノ岳, Nakano-dake) est une montagne culminant à 1 519 m d'altitude dans les monts Hidaka en Hokkaidō au Japon.